# Старо српско штампарство и издаваштво
Старо српско штампарство и издаваштво обухвата историју српског штампарства и издаваштва од првих полетака, крајем 15. века, до појаве савремених облика штампарске и издавачке делатности. Историја старог штампарства и издаваштва у српским земљама започиње 1493. године, оснивањем Цетињске штампарије, а наставља се покретањем штампарске делатности Божидара Вуковића у Венецији (1519) и радом његових потоњих настављача, као и оснивањем низа манастирских штампарија у матичним српским земљама током 16. века. Иако је прво раздобље у развоју старог српског штампарства и издаваштва окончано у првој половини 17. века, до постепене обнове српске штампарско-издавачке делатности долази почевши од средине 18. века, након чега је у време српског народног препорода током 19. века дошло до наглог успона и процвата поменутих делатности. У историји српске културе, штампарско-издавачка делатност заузима истакнуто место.
Посебан огранак старог српског штампарства и издаваштва представља делатност Срба-католика, који су се бавили штампањем разних дела не само на ћирилици, већ и на латиници, а неретко и на страним језицима, с тим што је се њихова активност по правилу одвијала у страној средини. Међу њима се посебно издвајају Андрија Палташић, Лука Примојевић и њихови настављачи.

## Од штампарства до издаваштва
Штампарска преса је означила техничку иновацију међу Србима, али она, сама по себи, не може стајати на првом и најважнијем месту тог процеса: јер иако штампање свакако припада организационом уму који стоји иза њега. Дуго векова коришћен назив старо српско штампарство треба заменити термином старо српско издаваштво. Наиме са појавом тиража, лична и историјско-есхатолошка издавачка мотивација тиме је почела са меркантилном, и различитом и принципијелно одвојеном улогом финансијера, стручног приређивача текста и мајстора штампара који ради са штампарском машином, од издаваштва чија улога бива све више јасније и логичније истакнутија. То потврђује тезу да старо српско штампарство заправо треба звати издаваштвом.

## Прво раздобље, од 15. до 17. века
Српске штампане књиге, које називамо старим, јављају се од последње деценије 15. века, а последња из те категорије изашла је 1638. године. Револуционарност појаве штампарства у историји цивилизације убио је узрок што се и у српској библиологији готово никад за овај период не користи квалитативно другачији термин „издаваштво“. У том смислу први српски издавачи у свом мисионарском подухвату, нису били буквални преписивачи који су прештампавали туђа дела у која су убацивали традиционалне, из рукописне цивилизације наслеђене формулативне изразе и општа места, већ и креатори уједно личног и универзалног става.
У својој штампарији („Обод”) на Цетињу 1494, 1495, и 1496. године Ђурађ Црнојевић је објавио прве књиге на српскословенском језику. Била су то два Октоиха 1494, Псалтир и Молитвеник 1495. и једно Четворојеванђеље 1496. Штампарија је била позната као прва јужнословенска ћирилична штампарија, и прва државна штампарија у свету. До сада је утврђено да је Штампарија Црнојевића штампала пет књига, али само из једне од њих, из Псалтира, сазнајемо да је штампан на Цетињу. Године 1496. је престао рад Штампарије Црнојевића.
Божидар Вуковић је у Венецији основао другу по реду српску штампарију, у којој је објавио „Службеник” 1519, „Псалтир“, у два дела, 1519. и 1520. и „Зборник за путнике“ 1521. Своја издања Божидар Вуковић није припремао сам, већ је пре свега био иницијатор и творац издавачке политике, а за конкретна штампарска и дрворезачка, дакле уметничка остварења, његове књиге имају да захвале читавом једном низу мајстора који су радили по његовом „повеленију“. Неки од њих су морали имати изузетног удела у томе, чим су стављали и своја имена у предговоре или поговоре. Један од њих је био јеромонах Пахомије Ријечанин из старе Црне Горе, који је са њим радио током 1519. и 1520. године.
Издавање књига након Вуковићеве смрти преузео је његов син Вићенцо Вуковић, све до 1561. године, када је Вуковићеву штампарију, преузео је „неки Јаков из Камене Реке“, који је у њој штампао „Зборник“ 1566. док је которанин Јеролим Загуровић у њој је штампао и објавиотри или четири књиге између 1569. и 1572. На крају је стару Вићенцову штампарију прво преузео 1597. Антониоа после Бартоломеј Ђинами који је објавио „24 издања на српском језику, међу којима је био и један скупоцени Псалтир (1638).
Накако у исто време када је у Венецији Вуковић почео да издаје књиге, у првој половини шеснаестог века, широм Србије се по манастирима оснивају мале штампарије у којима је започето објављивање богослужбених књига. Божидар Горажданин „из рода Љубавић" основао је прву такву штампарију 1520. са своја два сина, и у њој издао 1523. три књиге: „Службеник“, „Псалтир“ и „Молитвеник“. Следило је издавање књига и у другим штампаријама, па је тако:
- У штампарији манастира Рујан Макарије је одштампао „Четворојеванђеље“ 1537. техником дрвореза,
- У штампарији манастира Грачанице 1539. издат је „Октоих петогласник“
- У штампарији манастира Милешеве 1544. објављен је „Псалтир“ и 1546. „Молитвеник“.
- У другој штампарији манастира Милешева објављен је 1557. „Псалтир“.
- У Мркшиној цркви, после пропасти Београдске штампарије, штампар Мардарије основао је нову штампарију у којој је објавио две књиге: „Четворојеванђеље“ 1562.[9] и „Триод цветни“,1566.
- У последњој средњовековној српској штампарији, у власништву Стефана Скадранина у Скадру, одштампан је „Триод цветни“ 1563.

Први српски буквар инока Саве (монаха и писца), штампан је у два издања. Прво издање штампано је 20. маја 1597. године у штампарији „Ђулијана Антонија Рампацетија” у Венецији. Друго издање бувара, штампано је 25. маја 1597. године, у Дубровнику. Бурна времена на простору Србије и шире, буквар су однела у заборав, па за њега није знао ни Вук Караџић.
У Београду, књиге су штампане прво у штампарији кнеза Дмитровића, коју је после његове смрти преузео Иво Гундулић, трговац и продавац Вуковићевих венецијанских књига који је, „трудом монаха Мардарија из Мркшине цркве“ издато је 1552. једно „Четворојеванђеље”. После пропасти штампарије дубровачког трговца Иве Гундулића у Београду се књиге више нису издавале од средине шеснаестог до средине 19. века.
Цене књига
Рукописно Јеванђеље је вредело 500 аспри, или приближно 10 дуката, што је за оно време била позамашна сума јер је дукат је у то време вредео колико једно теле, или 2 овна, 5–8 јагањаца, док је во стајао 2 дуката. За свој штампани Минеј Божидар Вуковић је тражио 3 дуката, а за Псалтир 1–2 дуката. 
Значај ових књига
Бројни додатни текстови старих српских штампаних књига (обавезни предговори и/или поговори), данас су постали значајни историјски извори, који откривају не само идеје првих српских издавача, „него показују и унутрашње односе у оквиру издавачког процеса, који је тако разложен на иницијални, организаторски, финансијски, стручни и технички аспект”.
Према томе старе штампане књиге данас садрже јединствен феномен за проблеме српске библиологије, јер се у њима, у оквиру додатних текстова, јавља обавезно слово издавача, и нема ниједне која би се јавила без њега, што је од изузетног значаја за историју издаваштва, насупрот данашњим обичајима, где је издавач видљив само формално.

## Модерно српско издаваштво у 18. веку
Старија средњовековна традиција преписивања књига била је присутна у српсим манастирима у Срему током 18. столећа, што је било необично за европске прилике тог периода.
Модерно српско издаваштво почело је по други пут у Венецији, у којој је у штампарији „Славенско-Греческа типографија“ основаној 1755. од стране млетачких власти, Димитрије Теодосије почео да издаје црквене књиге на српском језику. Да „би отклонио неповерење српског свештенства према
књигама које долазе из католичке средине“, Теодосије је у импресуму наводио „да су књиге штампане у Москви, Кијеву или Санкт Петерсбургу“.
Наследник Димитрија Теодосија нећак Пане Теодосије, после његове смрти наставио је да издаје српске књиге све до 1824. године. Издавачи
Димитрије и Пане Теодосије из Венеције издали су поред светих литургијских књига и световна дела првих српских просветитеља: Атанасија Стојковића, Захарија Орфелина, Павла Соларића и Доситеја Обрадовића.
У периоду од 1740. до 1780. излазило је, према Јовану Скерлићу, просечно по „2 књиге годишње, а од 1780. до 1800. по 7, тако да је у целом 18. веку штампано непуних 220 српских књига. На крају 18 века српске књиге штампане су у 300-400 примерака.
Монопол Хабзбуршких власти над издаваштвом у српском школству
Хабзуршке власти су 1770. донеле одлуку да доделе ексклузивне повластице и монопол на двадесетогодишње издавање књига бечком универзитетском књижару Јосифу Курцбеку, како би сузбили неконтролисано ширење књига Венецијанских и Руских издавача, које су у осамнаестом веку биле присутне и у српском школству.
Књиге на српском једно време објављиване су и у штампарији Јохана Брајткопфа у Лајпцигу, центру немачког издаваштва, у осамдесетим годинама осамнаестог века, код Тајбела крајем осамнаестог века, код Франца Вагнера.
По истеку монопола књижара Јосифа Курцбека његову штампарију је 1792. преузео Стефан Новаковић, српски дворски агент, који је за само неколико година објавио 151. књигу. Већина их је „било црквеног карактера, нешто мање школских уџбеника и приручника, мали број књига из лепе књижевност и 1777. први превод једног романа на српски језик“.
Све књиге у Курцбековој и Новаковићевој „Славено-сербској, валахијској и восточних јазиков типографији“ издавале су се све до 1786. године
штампане искључиво црквеном ћирилицом и то старим из „средњег века наслеђеним типом ћирилских слова“ а после модерном „ћирилицом, грађанском азбуком, обликованој према стилу штампаних слова уведених у Русији почетком 18. века по наређењу Петра Великог“.

## Модерно српско издаваштво у 19. веку
Према Јовану Скерлићу, од 1800 до 1820. просечно по 19 књига годишње од 1820. до 1830. по 23 годишње, а од 1830 до 1850. по 45 годишње. И док је у целом 18 веку штампано непуних 220 српских књига, у времену од 1800 до 1850. изашло је преко 1.400. На крају 18 века српске књиге штампане су у 300-400 примерака, а око 1820. у 600-800, а око 1830. поједине књиге су штампане и у 2.000 примерака.
Најзначајнији издавачи
У деветнаестом веку најзначајнија је била Штампарија бечке конгрегације Мехитариста јерменског манастира која је својим издаваштвом на неки начин и обележила српску културу 19. века. У њој су објављене књиге Вука Караџића, владике Платона, Ђорђа Магарашевића, Димитрија Тирола, Лукијана Мушицког, Доситеја Обрадовића, Бранка Радичевића, Његоша итд.
Књиге на српском једно време објављиване су и у штампарији Берна Таухница Јуниора у трећој деценији 19. века, где су своје књиге објавили Доситеј и Вук.
Највећи издавач књига на српском језику у првој половини деветнаестог века био је Пештански универзитет из Будима који је након куповине и пресељења Новаковићеве штампарије из Беча 1796. постао нови центар српске културе.
У првој половини деветнаестог века, све док се нису појавиле велике књижаре које ће у другој половини века преузети издаваштво, српске књиге су објављивале искључиво штампарије: у Пешти, Сомбору, Темишвару, Суботици Панчеву и у Новом Саду где је радила Цесарско-краљевска привилегована штампарија Павла Јанковића, Брзотиск Игњата Фукса, Платонова књигопечатња. Медаковићева штампарија и Митрополитско-гимназијална типографија која је између 1858-60. издала педесетак наслова.
Најзначајнији издавачи
У 19. веку највећи део српских публикација штампао се у четири града: Будиму Сентандреји и Новом Саду на територији Хабсбуршке монархије и Београду у Србији. У Будиму је као издавач успешно радио један од најзанимљивијих српских културних радника Јосиф Маловук који је између 1827. и 1831. издавао занимљиве књиге, док је Герг Јакшич радио у Сентандреји.
Гашењем активности будимске штампарије у Мађарској буни 1848. године тежиште издавачко-штампарске активности дефинитивно се устаљује на српском етничком земљишту (Новом Саду и Београду). Тако је у првој половини деветнаестог века Нови Сад је постао важан центар старог српског издаваштва. Најзанимљивија личност био је Емануило Јанковић (1758-1892), преводилац, писац, књижар, штампар и издавач и Павле Јанковић, један од ретких пословних људи који је успео да се обогати, али и да не правећи компромисе, изда „многа дела и преводе значајних писаца“. Тако је мешу најзначајнији издавач српских књига врло брзо, по свом оснивању 1826. постала Матица српска која је у Пешти од 1824. а потом и у Новом Саду после пресељења 1864. издавала Летопис, у коме су сарађивали сви српски виђенији књижевници.
Велики издавачи српских књига били су и: Дамјан Каулиција, књижар, издавач и штампар и његов син Константин, издавач и књижар (данас познат по томе што је 1824. „почео да издаје „Летопис“), Андрија Стојковић а у Трсту и крајем треће деценије штампар Јован Маренига.
У другој половини 19. века појавили су се после великих књижара издавача и велики књижари-штампари-издавачи: Браћа Поповић, Браћа Јовановић, Лука Јоцић, Арса Пајевић, Светозар Огњеновић, Јован Радак...
Издавачи у Београду
У Београду се књиге нису издавале од пропасти штампарије дубровачког трговца Иве Гундулића, све до Хатишерифа из 1830. године када је Србија добила право „постављати у земљи своје печатне књиге“, након кога је основана Државна штампарија. Само у првом периоду свог рада, негде до Светоандрејске скупштине и друге промене династије 1858, Књажеско-српска књигопечатња, издала је преко петсто наслова свих жанрова; од школских уџбеника, књига које популаришу науку, књиге есеја, публицистике и књижевности.
Глигорије Возаровић (1790-1848) је био први српски књижар и издавач књига, други велики српски издавач био је Велимир Валожић (1814-1887) који је преузео књижару и издаваштво Милоша Поповића, уредника „Сербских новина“, и врло брзо, већ 1858, упустио се у издаваштво објављујући књиге намењене школи и преведену „лепу књижевност“.
За српско издаваштво у другој половини деветнаестог века била је необично важна одлука Попечитељства из 1858. да се дозволи физичким лицима и друштвима отварање приватних штампарија. Тако су први приватни штампари-издавачи у Београду постали књигопечатња Александра Андрића из Београда која је радила у периоду 1857-1867, и штампарија Николе Стефановића из Београда која је од 1860. до 1867. објавила педесетак књига.
У другој половини 19. века захављујући све већем броју штампарија и промени послеовне политике Попечитељства, део књига штампаних у Србији брзо се повећавао, да би у другој половини седме деценије премашио половину.
Друштвене и државне институције као издавачи
Вредне књиге у Србији издавале су и важне државне и друштвене институције у Србији: Уједињена омладина српска, Српско учено друштво, Друштво србске словесности, Српска академија наука, Коларчева и Чупићева задужбина, Друштво Светог Саве, Баталакин фонд, Певачка дружина „Станковић“, Српска књижевна задруга итд.

## Модерно српско издаваштво с почетка 20. века
Интензивирањем издаваштва с краја 19. века, отворен је пут за даљи нормалан развој српског штампарства и издаваштва. Као и у другим земљама ова делатност се рачвала у три смера: 
- повећањем обима продукције
- усвајање техничких иновација.
- отварњем нових штампарија и издавача на простору будуће Краљевине Југославије.

У првим деценијама 20. века издаваштвом су се бавили у:
- Београду, у коме је радила Издавачка књижара Г. Трбојевића,
- Загребу, у коме су поред политичара и књижевника Људевита Гаја књиге на српском језику, ћирилицом, издавали И. И. Ткалец, затим „Светозар Голац“ као и Брзотиск Карла Албрехта, Брзотиск Анте Јакића, Тисак Фрање Жупан... и Издавачка књижница Ђорђе Ћелапа, књижара Зорке и Вељка Васића и Српска штампарија Павла Јовановића.
- Солуну, у коме је књиге издавао Новак Јовановић, штампарија „Велика Србија“ и Српска књижара Ристивојевић.
- Скопљу, Књижара Јована Поповића
- Цариграду штампарија Т. Дивичијана.

Тренд српског издавашта интензивиран с почетка 20. века прекидали су, враћајући историју за извесно време далеко уназад, историјски догађаји: Балкански ратови и Први светски рат.